# Distrito de Tolón
El distrito de Tolón es un distrito de Francia, que se localiza en el departamento de Var, de la región de Provenza-Alpes-Costa Azul. Cuenta con 22 cantones y 34 comunas.

## División territorial

### Cantones
Los cantones del distrito de Tolón son:
1. Cantón de Le Beausset
2. Cantón de Collobrières
3. Cantón de La Crau
4. Cantón de Cuers
5. Cantón de La Garde
6. Cantón de Hyères-Este
7. Cantón de Hyères-Oeste
8. Cantón de Ollioules
9. Cantón de Saint-Mandrier-sur-Mer
10. Cantón de La Seyne-sur-Mer
11. Cantón de Six-Fours-les-Plages
12. Cantón de Solliès-Pont
13. Cantón de Tolón-1
14. Cantón de Tolón-2
15. Cantón de Tolón-3
16. Cantón de Tolón-4
17. Cantón de Tolón-5
18. Cantón de Tolón-6
19. Cantón de Tolón-7
20. Cantón de Tolón-8
21. Cantón de Tolón-9
22. Cantón de La Valette-du-Var

### Comunas
| 1. Bandol (83009)              | 2. Le Beausset (83016)       | 3. Belgentier (83017)         | 4. Bormes-les-Mimosas (83019)      |
| 5. La Cadière-d'Azur (83027)   | 6. Carnoules (83033)         | 7. Carqueiranne (83034)       | 8. Le Castellet (83035)            |
| 9. Collobrières (83043)        | 10. La Crau (83047)          | 11. Cuers (83049)             | 12. La Farlède (83054)             |
| 13. La Garde (83062)           | 14. Hyères (83069)           | 15. Le Lavandou (83070)       | 16. La Londe-les-Maures (83071)    |
| 17. Ollioules (83090)          | 18. Pierrefeu-du-Var (83091) | 19. Le Pradet (83098)         | 20. Puget-Ville (83100)            |
| 21. Le Revest-les-Eaux (83103) | 22. Riboux (83105)           | 23. Saint-Cyr-sur-Mer (83112) | 24. Saint-Mandrier-sur-Mer (83153) |
| 25. Sanary-sur-Mer (83123)     | 26. La Seyne-sur-Mer (83126) | 27. Signes (83127)            | 28. Six-Fours-les-Plages (83129)   |
| 29. Solliès-Pont (83130)       | 30. Solliès-Toucas (83131)   | 31. Solliès-Ville (83132)     | 32. Tolón (83137)                  |
| 33. La Valette-du-Var (83144)  | 34. Évenos (83053)           |                               |                                    |